# Ron Perlman
Ronald Francis Perlman (ismertebb nevén Ron Perlman) (Washington Heights, Manhattan, New York, 1950. április 13. –) Golden Globe-díjas amerikai televíziós, film- és szinkronhangszínész.
Jellegzetes, jól maszkírozható arca és mimikai tehetsége különösen alkalmassá tette maszkos, szörnyeteg alakok eljátszására.

## Pályafutása
Perlman Jean-Jacques Annaud 1981-ben bemutatott A tűz háborúja (Quest for Fire) című filmjében mutatkozott be az egyik főszerepben. Az áttörést akkor érte el, amikor Linda Hamilton oldalán 1987 és 1989 között Vincent szerepét játszotta A szépség és a szörnyeteg című tévéfilmsorozatban. E szereppel Golden Globe-díjat és népes rajongói tábort szerzett. A következő évtizedben inkább mellékszerepeket kapott.
Kiemelkedő szerepei ebben az időszakban:
- A rózsa neve (1986)
- Rómeó vérzik (1993)
- Huck Finn kalandjai (1993)
- Dr. Moreau szigete (1996)
- Alien 4. – Feltámad a Halál (1997)
- Ellenség a kapuknál (2001)
- Penge 2. (2002)

Perlman arról ismert, hogy gyakran játszik maszkos szerepeket, ezek közül olyanokat is, amelyekben egész testét beborítják, mint például a Pokolfajzat, vagy a Szépség és a Szörnyeteg. Az utóbbi filmben vele együtt szereplő Armin Shimermannek ő adott tanácsokat, amikor az utóbbi a Star Trek sorozatban szerepelve a teljes arcát fedő maszkot kapott.
Első filmfőszerepét 1995-ben kapta, One szerepét Jean-Pierre Jeunet Elveszett gyerekek városa című filmjében. 2004-ben újabb főszerepet kapott, a képregényadaptáció Pokolfajzatban. Az utóbbi rendezője, Guillermo del Toro megküzdött Perlmanért, mert a stúdió ismertebb színészt, Vin Dieselt szerette volna megnyerni a szerepre. (Del Toro már dolgozott korábban Perlmannal, a Cronos és a Penge 2 forgatásán.) A Magyarországon forgatott, 2008 augusztusában bemutatott Pokolfajzat 2: Az aranyhadsereg főszereplője ismét Perlman lett.

## Magánélete
1981. február 14-én vette feleségül Opal Stone-t. Két gyermekük született, Blake Amanda (1984) és Brandon Avery (1990).
Perlman zsidó származású, családja Magyarországról és Lengyelországból ered.

## Filmográfia

### Film
| Év   | Magyar cím                               | Eredeti cím                                        | Szerep                                         | Magyar hang          |
| ---- | ---------------------------------------- | -------------------------------------------------- | ---------------------------------------------- | -------------------- |
| 1981 | A tűz háborúja                           | Quest for Fire                                     | Amoukar                                        |                      |
| 1984 | Jégkalózok                               | The Ice Pirates                                    | Mindenek Ura                                   | Epres Attila         |
| 1986 | A rózsa neve                             | The Name of the Rose                               | Salvatore                                      | Makay Sándor         |
| 1986 | A rózsa neve                             | The Name of the Rose                               | Salvatore                                      | Reviczky Gábor       |
| 1992 | Alvajárók                                | Sleepwalkers                                       | Soames kapitány                                | Faragó József        |
| 1993 |                                          | Cronos                                             | Angel de la Guardia                            |                      |
| 1993 | Rómeó vérzik                             | Romeo Is Bleeding                                  | Jack ügyvédje                                  |                      |
| 1993 | Huck Finn kalandjai                      | The Adventures of Huck Finn                        | Pap Finn                                       | Barbinek Péter       |
| 1994 | Amikor az ág letörik                     | When the Bough Breaks                              | Dr. Douglas Eben                               | Faragó József        |
| 1994 |                                          | Double Exposure                                    | John McClure                                   |                      |
| 1994 | Rendőrakadémia 7. – Moszkvai küldetés    | Police Academy: Mission to Moscow                  | Konstantin Konalij                             |                      |
| 1994 | Szenzáció                                | Sensation                                          | Pantella nyomozó                               | Gruber Hugó          |
| 1995 | Elveszett gyerekek városa                | La cité des enfants perdus                         | Valaki                                         | Gáti Oszkár          |
| 1995 | Kutyavilág                               | Fluke                                              | Sylvester                                      | Orosz István         |
| 1995 | Az utolsó vacsora                        | The Last Supper                                    | Norman Arbuthnot                               | Mihályi Győző        |
| 1996 | Dr. Moreau szigete                       | The Island of Dr. Moreau                           | Törvénymondó                                   | Kristóf Tibor        |
| 1996 | Dr. Moreau szigete                       | The Island of Dr. Moreau                           | Törvénymondó                                   | Orosz István         |
| 1997 | Lovagok háborúja                         | Prince Valiant                                     | Boltar                                         | Vass Gábor           |
| 1997 | Rémálomgyár                              | Tinseltown                                         | Cliff                                          |                      |
| 1997 | Alien 4. – Feltámad a Halál              | Alien Resurrection                                 | Johner                                         | Rajhona Ádám         |
| 1997 | Halálvírus                               | The Protector                                      | Dr. Ramsey Krago                               |                      |
| 1998 | Korán keltem aznap, amikor meghaltam     | I Woke Up Early the Day I Died                     | temetői gondnok                                |                      |
| 1998 |                                          | Frogs for Snakes                                   | Gascone                                        |                      |
| 1998 |                                          | Betty                                              | Donnie Shank                                   |                      |
| 1998 | Egérmese 3. – A Manhattan sziget kincse  | An American Tail: The Treasure of Manhattan Island | Mr. Grasping (hangja)                          | Rosta Sándor         |
| 1999 | Happy Texas                              | Happy, Texas                                       | Marshal Nalhober                               | Sörös Sándor         |
| 2000 | A király testőre                         | The King's Guard                                   | Lord Morton                                    | Csernák János        |
| 2000 | Mindhalálig bunyós                       | Price of Glory                                     | Nick Everson                                   | Sörös Sándor         |
| 2000 | Kenyér és rózsa                          | Bread and Roses                                    | önmaga (cameo)                                 |                      |
| 2000 |                                          | Stroke                                             | Schumaker                                      |                      |
| 2000 | Titán – Időszámításunk után              | Titan A.E.                                         | Sam Tucker (hangja)                            | Szabó Sipos Barnabás |
| 2001 | Gyilkos felvonó                          | Down                                               | Mitchell                                       | Kassai Károly        |
| 2001 | Ellenség a kapuknál                      | Enemy at the Gates                                 | Kulikov                                        | Vass Gábor           |
| 2002 | Penge 2.                                 | Blade II                                           | Dieter Reinhardt                               | Faragó András        |
| 2002 | Gyémántok, bűn, szerelem                 | Night Class                                        | Morgan                                         |                      |
| 2002 | Bűn és bűnhődés                          | Crime and Punishment                               | Dusharo                                        |                      |
| 2002 | Star Trek – Nemezis                      | Star Trek: Nemesis                                 | Vkruk alkirály                                 | Uri István           |
| 2002 | Földindulás                              | Shakedown                                          | Christopher 'St. Joy' Bellows                  | Vass Gábor           |
| 2003 |                                          | Boys on the Run                                    | kapitány                                       |                      |
| 2003 | Rágcsálók 2. – Az új támadás             | Rats                                               | Dr. William Winslow                            |                      |
| 2003 | Hoodlum és fia                           | Hoodlum & Son                                      | 'Ugly' Jim McCrae                              |                      |
| 2003 | Absolon – Vírus a jövőből                | Absolon                                            | Murchison                                      | Haás Vander Péter    |
| 2003 |                                          | Two Soldiers (rövidfilm)                           | McKellog ezredes                               |                      |
| 2003 | Bolondos dallamok – Újra bevetésen       | Looney Tunes: Back in Action                       | Sosem tanuló Acme igazgatósági tag             | Kálloy Molnár Péter  |
| 2004 |                                          | Comic Book: The Movie                              | önmaga (cameo)                                 |                      |
| 2004 | Pokolfajzat                              | Hellboy                                            | Pokolfajzat                                    | Reviczky Gábor       |
| 2004 |                                          | Quiet Kill                                         | Perry nyomozó                                  |                      |
| 2005 |                                          | The Second Front                                   | General von Binding                            |                      |
| 2005 |                                          | Missing in America                                 | Red                                            |                      |
| 2005 | Scooby-Doo és a múmia átka               | Scooby-Doo! in Where's My Mummy?                   | Hotep (hangja)                                 | Forgács Gábor        |
| 2005 | Tarzan 2.                                | Tarzan II                                          | Kago (hangja)                                  | Faragó András        |
| 2006 | Scooby-Doo! Kalózok a láthatáron!        | Scooby-Doo! Pirates Ahoy!                          | Skunkbeard kapitány / Biff Wellington (hangja) | Rosta Sándor         |
| 2006 |                                          | Hellboy: Sword of Storms                           | Pokolfajzat (hangja)                           |                      |
| 2006 | Mester és tanítvány                      | Local Color                                        | Curtis Sunday                                  | Vass Gábor           |
| 2006 |                                          | How to Go Out on a Date in Queens                  | Vito                                           |                      |
| 2006 | Az utolsó tél                            | The Last Winter                                    | Ed Pollack                                     |                      |
| 2006 |                                          | Five Girls                                         | Drake atya                                     |                      |
| 2007 | A király nevében                         | In the Name of the King: A Dungeon Siege Tale      | Norick                                         | Vass Gábor           |
| 2007 |                                          | Hellboy: Blood and Iron                            | Pokolfajzat (hangja)                           |                      |
| 2007 | Harc a Terra bolygóért                   | Battle for Terra                                   | Vorin (hangja)                                 | Varga Tamás          |
| 2008 | A Spiderwick krónikák                    | The Spiderwick Chronicles                          | Redcap (hangja)                                |                      |
| 2008 | Mesél az erdő 2. – Az erdő szelleme      | Espíritu del bosque                                | Tölgy (hangja)                                 |                      |
| 2008 |                                          | Uncross the Stars                                  | Bobby Walden                                   |                      |
| 2008 | Hellboy II. – Az aranyhadsereg           | Hellboy II: The Golden Army                        | Pokolfajzat                                    | Bognár Tamás         |
| 2008 | A kívülálló                              | Outlander                                          | Gunnar                                         | Sörös Sándor         |
| 2008 | Mutáns krónikák                          | Mutant Chronicles                                  | Samuel testvér                                 | Koroknay Géza        |
| 2009 | Az ördög kriptája                        | The Devil's Tomb                                   | Dr. Lee Wesley                                 | Vass Gábor           |
| 2009 | Rém sötét vidék                          | Dark Country                                       | Thompson seriffhelyettes                       | Vass Gábor           |
| 2009 |                                          | I Sell The Dead                                    | Duffy atya                                     |                      |
| 2009 | A hullagyártó                            | The Job                                            | Jim                                            | Helyey László        |
| 2010 |                                          | Killer by Nature                                   | Dr. Julian                                     |                      |
| 2010 | Aranyhaj és a nagy gubanc                | Tangled                                            | Szurkapiszka fivér (hangja)                    | Bognár Tamás         |
| 2010 | Aranyhaj és a nagy gubanc                | Tangled                                            | Szurkapiszka fivér (hangja)                    | Bolla Róbert         |
| 2010 |                                          | The Legend of Secret Pass                          | Parker (hangja)                                |                      |
| 2010 |                                          | Acts of Violence                                   | Bill pap                                       |                      |
| 2010 |                                          | Bunraku                                            | Nicola                                         |                      |
| 2010 | Boszorkányvadászat                       | Season of the Witch                                | Felson                                         | Vass Gábor           |
| 2011 |                                          | The Littlest Angel                                 | Isten (hangja)                                 |                      |
| 2011 | Conan, a barbár                          | Conan the Barbarian                                | Corin                                          | Reviczky Gábor       |
| 2011 | Drive – Gázt!                            | Drive                                              | Nino                                           | Vass Gábor           |
| 2011 | Drive – Gázt!                            | Drive                                              | Nino                                           | Faragó András        |
| 2011 |                                          | Elwood (rövidfilm)                                 | Louie the Jaw                                  |                      |
| 2012 | A Skorpiókirály 3. – Harc a megváltásért | The Scorpion King 3: Battle for Redemption         | Hórusz                                         | Barbinek Péter       |
| 2012 | Tökös csávó                              | Bad Ass                                            | Williams polgármester                          | Barbinek Péter       |
| 2012 |                                          | The Punisher: Dirty Laundry (rövidfilm)            | Big Mike                                       |                      |
| 2012 |                                          | Crave                                              | Pete                                           |                      |
| 2012 |                                          | 3,2,1... Frankie Go Boom                           | Phil                                           |                      |
| 2013 | Az Igazság Ligája: A Villám-paradoxon    | Justice League: The Flashpoint Paradox             | Slade Wilson / Deathstroke (hangja)            |                      |
| 2013 | Percy Jackson: Szörnyek tengere          | Percy Jackson: Sea of Monsters                     | Polüphémosz (hangja)                           |                      |
| 2013 | Tűzgyűrű                                 | Pacific Rim                                        | Hannibal Chau                                  | Reviczky Gábor       |
| 2014 |                                          | The Virginian                                      | Henry bíró                                     |                      |
| 2014 |                                          | Tbilisi, I Love You                                | amerikai motoros                               |                      |
| 2014 | Az élet könyve                           | The Book of Life                                   | Xibalba (hangja)                               |                      |
| 2014 |                                          | 13 Sins                                            | Chilcoat                                       |                      |
| 2014 |                                          | Before I Disappear                                 | Bill                                           |                      |
| 2014 |                                          | Kid Cannabis                                       | Barry Lerner                                   |                      |
| 2014 |                                          | Dermaphoria                                        | Anslinger                                      |                      |
| 2014 | Skalpvadászat                            | Skin Trade                                         | Viktor Dragovic                                | Kertész Péter        |
| 2014 |                                          | Poker Night                                        | Calabrese                                      |                      |
| 2015 | Holdjárók                                | Moonwalkers                                        | Kidman                                         | Rosta Sándor         |
| 2015 |                                          | Stonewall                                          | Ed Murphy                                      |                      |
| 2016 | Ütésálló                                 | Chuck                                              | Al Braverman                                   |                      |
| 2016 | Legendás állatok és megfigyelésük        | Fantastic Beasts and Where to Find Them            | Gnarlack (hangja)                              | Faragó András        |
| 2016 |                                          | Howard Lovecraft and the Frozen Kingdom            | Shoggoth (hangja)                              |                      |
| 2017 |                                          | Howard Lovecraft and the Undersea Kingdom          | Shoggoth (hangja)                              |                      |
| 2017 |                                          | Sergio & Serguéi                                   | Peter                                          |                      |
| 2017 |                                          | Pottersville                                       | Jack seriff                                    |                      |
| 2018 |                                          | The Escape of Prisoner 614                         | seriff                                         |                      |
| 2018 |                                          | Asher                                              | Asher                                          |                      |
| 2018 |                                          | The Steam Engines of Oz                            | Magnus (hangja)                                |                      |
| 2019 | Mint hal a vízben                        | Go Fish                                            | Bernardo (hangja)                              |                      |
| 2019 |                                          | The Great War                                      | Pershing tábornok                              |                      |
| 2019 |                                          | Run with the Hunted                                | Birdie                                         |                      |
| 2019 |                                          | Hell on the Border                                 | Charlie Storm                                  |                      |
| 2020 |                                          | Havana Kyrie                                       | Henry                                          |                      |
| 2020 |                                          | Clover                                             | Mr. Wiley                                      |                      |
| 2020 |                                          | The Big Ugly                                       | Preston                                        |                      |
| 2020 | Monster Hunter – Szörnybirodalom         | Monster Hunter                                     | Az admirális                                   | Papp János           |
| 2021 |                                          | This Game's Called Murder                          | Mr. Wallendorf                                 |                      |
| 2021 |                                          | The Last Victim                                    | Hickey seriff                                  |                      |
| 2021 | Rémálmok sikátora                        | Nightmare Alley                                    | Bruno                                          | Reviczky Gábor       |
| 2021 | Ne nézz fel!                             | Don't Look Up                                      | Benedict Drask                                 | Németh Gábor         |
| 2022 |                                          | There Are No Saints                                | Sans                                           |                      |
| 2022 | Kenyértörés                              | The Baker                                          | Pappi Sabinski                                 | Papp János           |
| 2022 | Pinokkió                                 | Guillermo del Toro's Pinocchio                     | Polgármester (hangja)                          | Törköly Levente      |
| 2022 |                                          | How I Got There                                    | The Merc                                       |                      |
| 2023 |                                          | Heroes of the Golden Masks                         | Kunyi (hangja)                                 |                      |
| 2023 | Transformers: A fenevadak kora           | Transformers: Rise of the Beasts                   | Optimusz fővezér (hangja)                      | Gáti Oszkár          |
| 2023 | Öreg gyilkos, nem vén gyilkos            | The Retirement Plan                                | Bobo                                           | Faragó András        |

### Televízió

#### Tévéfilm
| Év   | Magyar cím                                  | Eredeti cím                                   | Szerep                 | Magyar hang     |
| ---- | ------------------------------------------- | --------------------------------------------- | ---------------------- | --------------- |
| 1988 |                                             | A Stoning in Fulham County                    | Jacob Shuler           |                 |
| 1992 |                                             | Blind Man's Bluff                             | Frank Cerrillo         |                 |
| 1993 |                                             | Arly Hanks                                    | Jim-Bob Buchanan       |                 |
| 1994 | A Cisco kölyök                              | The Cisco Kid                                 | Delacroix alezredes    | Várkonyi András |
| 1995 |                                             | Original Sins                                 | Chas Bradley           |                 |
| 1995 | A fércember                                 | Mr. Stitch                                    | Dr. Frederick Texarian |                 |
| 1995 | Zoom kapitány kalandjai                     | The Adventures of Captain Zoom in Outer Space | Lord Vox of Vestron    | Vass Gábor      |
| 1997 | A második polgárháború                      | The Second Civil War                          | Alan Manieski          | Rosta Sándor    |
| 1998 |                                             | A Town Has Turned to Dust                     | Jerry Paul             |                 |
| 1998 | Houdini – A halál cimborája                 | Houdini                                       | foglalási ügynök       | Orosz István    |
| 1999 | Alfa akció – A terrorista csapás            | Supreme Sanction                              | a rendező              | Papp János      |
| 1999 | Alfa akció – A terrorista csapás            | Supreme Sanction                              | a rendező              | Rosta Sándor    |
| 1999 | Alfa akció – A terrorista csapás            | Supreme Sanction                              | a rendező              | Barbinek Péter  |
| 1999 | A majmok szigete (Borzalmak szigete)        | Primal Force                                  | Frank Brodie           | Papp János      |
| 2000 | Homokember hadművelet – Harcosok a pokolban | Operation Sandman                             | Dr. Harlan Jessup      | Sörös Sándor    |
| 2000 | Ebigazság – Az ember legjobb barátja        | The Trial of Old Drum                         | Charles Burden Sr.     |                 |
| 2006 | Sivatagi rémálom                            | Stephen King's Desperation                    | Collie Entragian       | Faragó András   |

#### Sorozat
- A szépség és a szörnyeteg (1987–1990, tévéfilmsorozat) – Vincent
- Batman: A rajzfilmsorozat (1992–1993, tévésorozat, hang) – Clayface
- Animánia (1993) – Sátán, Sweete őrmester
- Mortal Kombat: A birodalom védelmezői (1995, tévéfilmsorozat, hang) – Kurtis Stryker
- Fantasztikus Négyes (1995, tévésorozat, hang) – Dr. Bruce Banner/The Hulk
- Vasember (1995, tévésorozat, hang) – Dr. Bruce Banner/The Hulk
- Hegylakó (1996) – Hírvivő (5. szezon, 9. epizód)
- Hé, Arnold! (1996), tévéfilmsorozat – Mickey Kaline hangja)
- The New Batman Adventures (1997–1998, tévéfilmsorozat, hang) – Clayface
- Superman: A rajzfilmsorozat (1999, tévésorozat, hang) – Jax-Ur
- Az igazság ligája: Határok nélkül (2004–2006, tévésorozat, hang) – Clayface, Orion
- Tini titánok (2003–2007, tévésorozat, hang) – Slade
- The Batman (2005, tévésorozat, hang) – Killer Croc, Rumor
- Kemény motorosok (2008–2014, sorozat) – Clay Morrow

### Videójátékok
- Chronomaster (1995, videójáték, hang) – Rene Korda
- Fallout (1997, videójáték, hang) – narrátor
- Fallout 2 (1998, videójáték, hang) – narrátor
- Fallout Tactics (2001, videójáték, hang) - narrátor
- Batman: Rise of Sin Tzu (2003, videójáték, hang) – Clayface
- The Chronicles of Riddick: Escape from Butcher Bay (2004, videójáték, hang) – Jagger Valance
- Halo 2 (2004, videójáték, hang) – Sir Terrence Hood flottaadmirális
- GUN (2005, videójáték, hang) – Mayor Hoodoo Brown
- The Incredible Hulk: Ultimate Destruction (2005, videójáték, hang) – Emil Blonsky/The Abomination
- Justice League Heroes (2006, videójáték, hang) – Bruce Wayne/Batman
- Halo 3 (2007) – Sir Terrence Hood flottaadmirális
- Fallout 3 (2008, videójáték, hang) – narrátor
- Afro Samurai (2009) – Justice

## Fordítás
- Ez a szócikk részben vagy egészben  a   List of Ron Perlman performances című angol Wikipédia-szócikk ezen változatának fordításán alapul.  Az eredeti cikk szerkesztőit annak laptörténete sorolja fel. Ez a jelzés csupán a megfogalmazás eredetét és a szerzői jogokat jelzi, nem szolgál a cikkben szereplő információk forrásmegjelöléseként.